# Flamborough Head

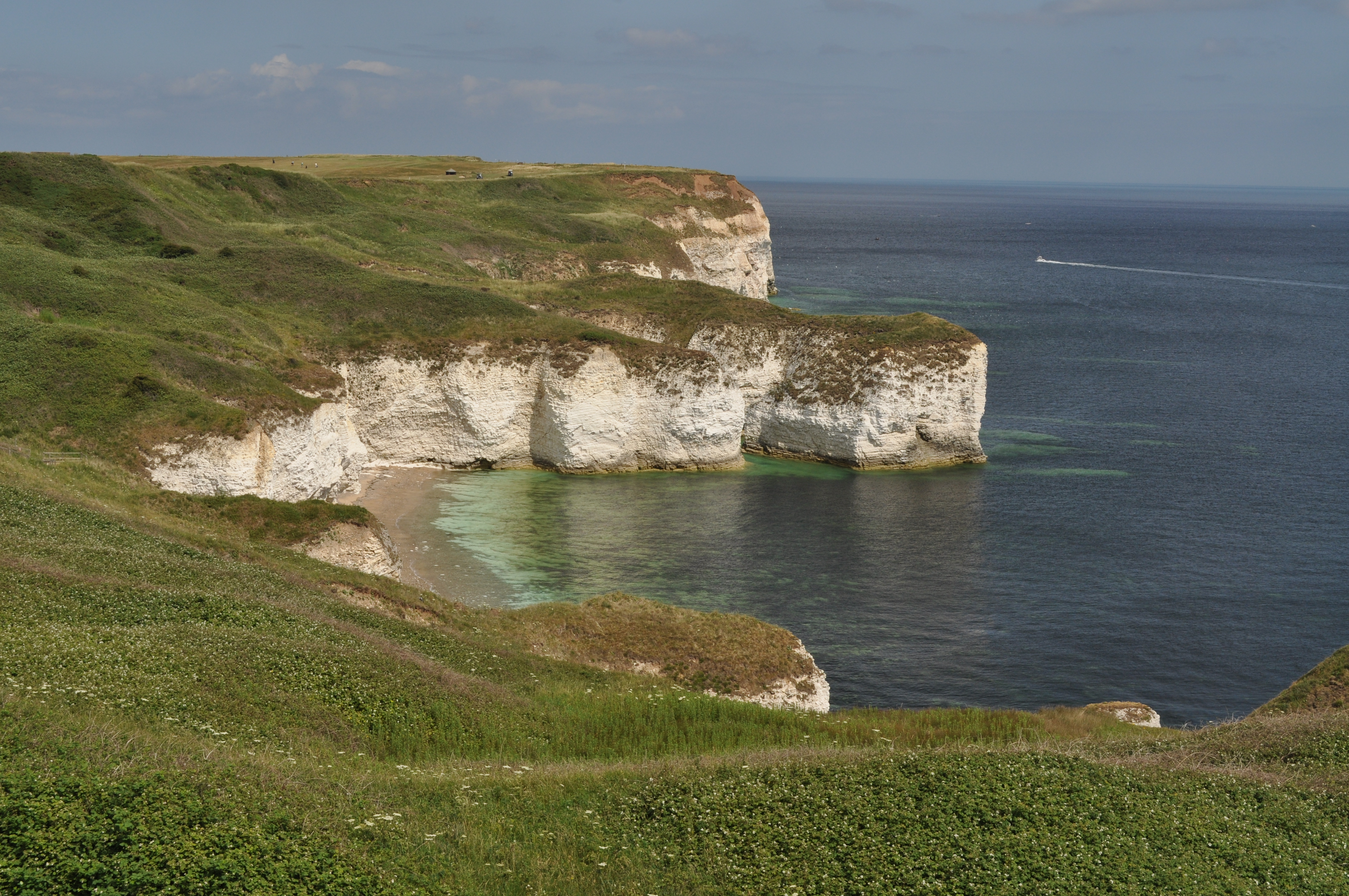
Klippen am Flamborough Head

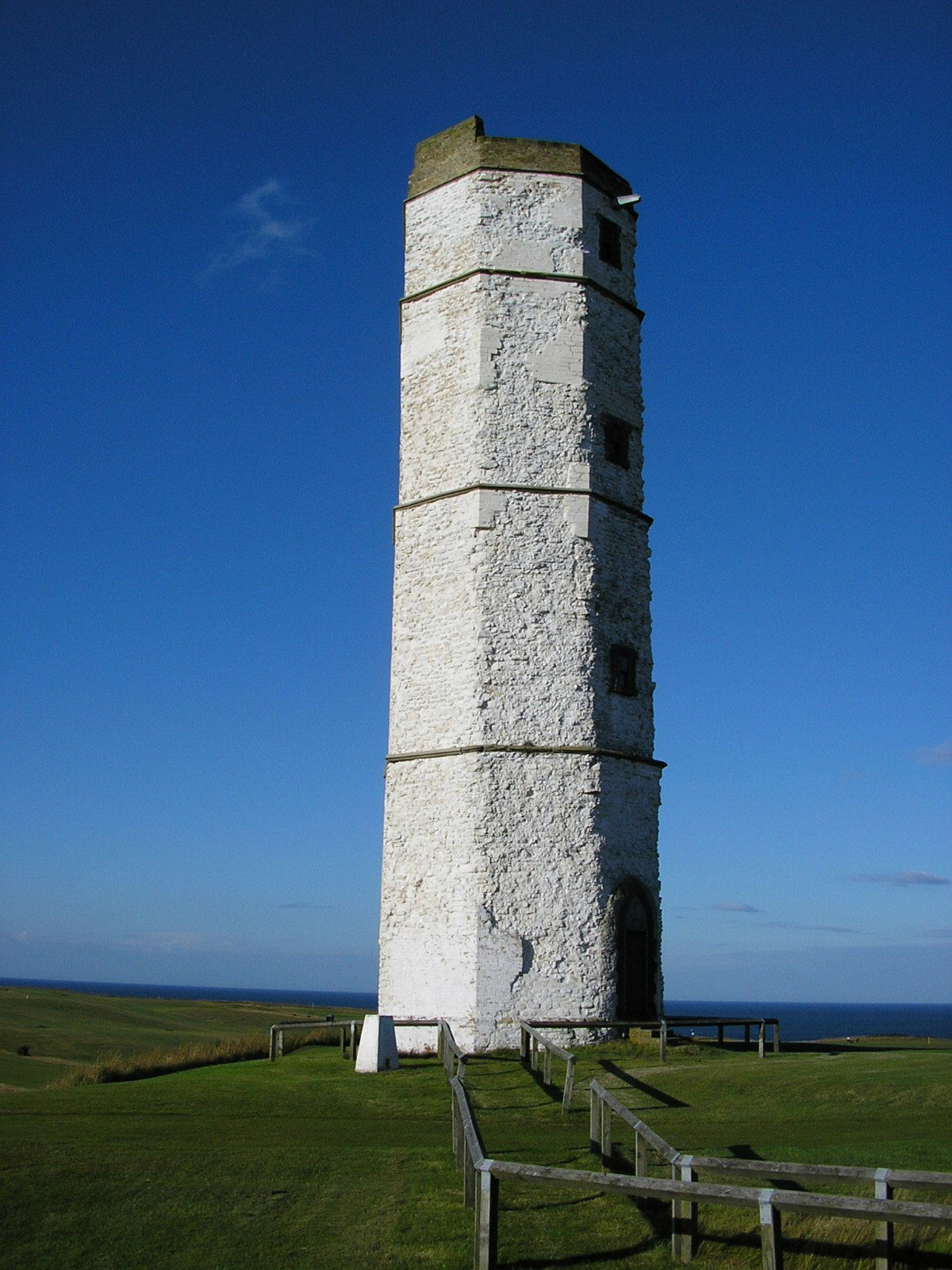
Der ältere Leuchtturm auf dem Flamborough Head

Flamborough Head ist eine Halbinsel von 13 km Länge an der Nordseeküste von Yorkshire (England) zwischen den Buchten von Filey und Bridlington. Es ist eine aus Kreide bestehende Landzunge mit rein weißen Klippen. Oben auf der Steilküste stehen zwei Leuchttürme. Der ältere stammt aus dem Jahr 1669; er wurde 1952 als Grade II*-Bauwerk unter Denkmalschutz gestellt und wird heute in der National Heritage List for England von Historic England geführt. Der jüngere Leuchtturm wurde 1806 erbaut.
Die Klippen bieten Tausenden von Seevögeln Nistmöglichkeiten und sind wegen ihrer Geologie international bedeutend.

## Naturschutzgebiete
Flamborough Head ist vom Joint Nature Conservation Committee (JNCC) der britischen Regierung zum Fauna-Flora-Habitat-Gebiet (Special Area of Conservation) erklärt worden. Auf der Landspitze befindet sich ein 83 Hektar großes lokales Naturschutzgebiet. Das Vogelschutzgebiet Flamborough Cliffs Nature Reserve wird vom Yorkshire Wildlife Trust betreut.

## Site of Special Scientific Interest
Die Steilküste am Flamborough Head ist 1952 sowohl wegen ihrer geologischen als auch wegen ihrer biologischen Bedeutung zur Site of Special Scientific Interest erklärt worden. Das SSSI-Gebiet erstreckt sich von Sewerby rund um die Halbinsel bis nach Reighton Sands. Bedeutendstes biologisches Merkmal sind die schätzungsweise 200.000 nistenden Seevögel, darunter eine von nur zwei Basstölpel-Kolonien auf der britischen Hauptinsel.

### Geologie
Die Landzunge bildet die einzige Kreide-Steilküste im Norden. Innerhalb der SSSI findet man Gesteinsschichten aus dem Oberjura bis zur Oberkreide, und die Landzunge zeigt die komplette Abfolge der Kreideschichten des Nordsee-Beckens, die vor 100 bis 70 Millionen Jahren entstanden sind. Die verschiedenen Schichten werden als Ferriby-, Welton-, Burnham- und Flamborough-Kreide bezeichnet. Die dramatischen weißen Klippen bilden einen starken Kontrast zu der flachen Küste bei Holderness im Süden, wo die Kalkschichten tief im Boden verborgen liegen und der eiszeitliche Geschiebelehm darüber schnell erodiert.
In der Steilküste von Flamborough gibt es eine größere Anzahl und Vielfalt bewohnter Hohlräume als in irgendeiner anderen Kreideformation in Großbritannien. Die längsten erstrecken sich über mehr als 50 Meter von ihrem Eingang an der Küste ins Innere. Es gibt außerdem Brandungspfeiler, Felsentore und Blowholes. Flamborough Head wird von der Geological Conservation Review als international bedeutend eingestuft.

### Vögel

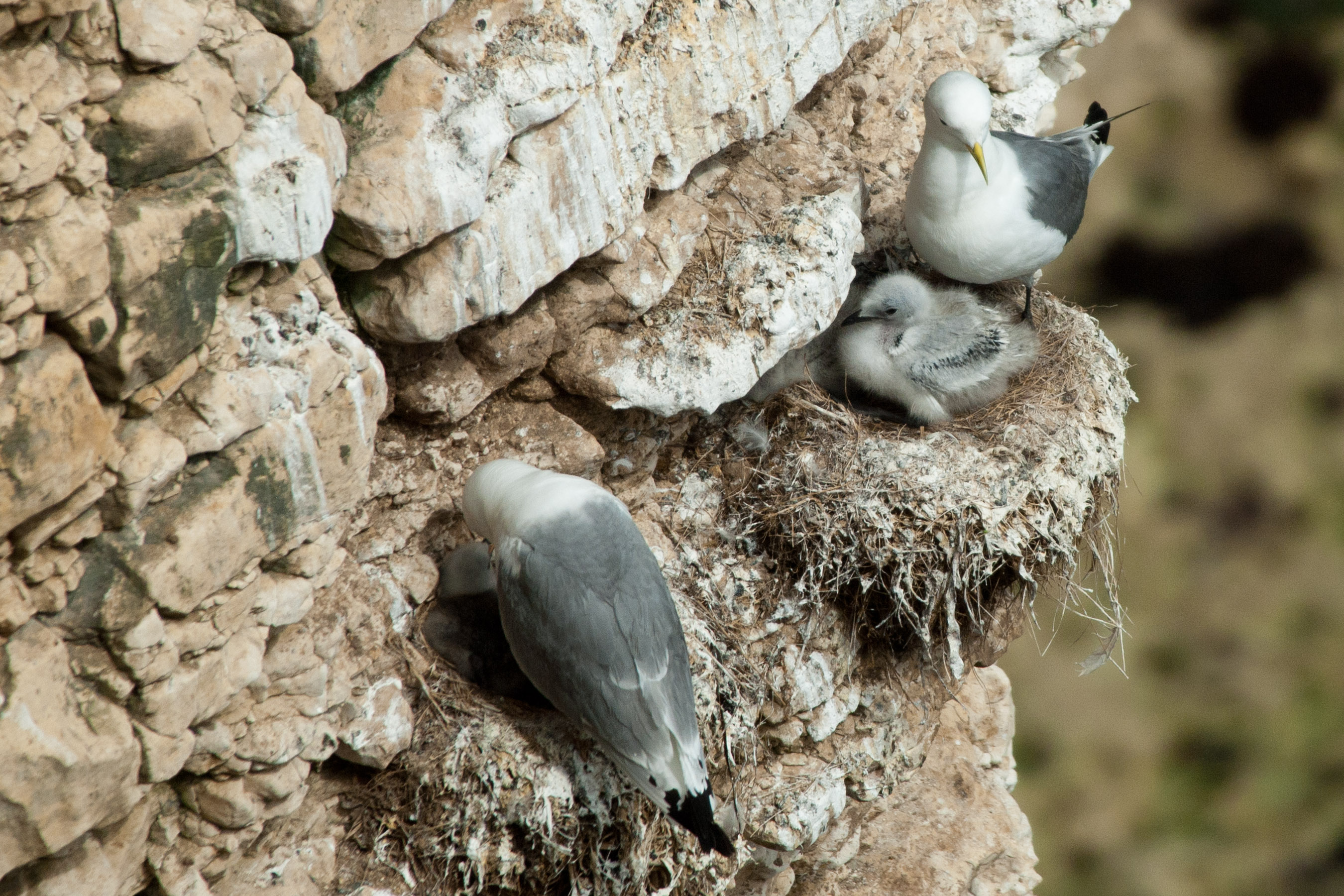
Dreizehenmöwen

Seevögel wie Basstölpel, Rissa und Papageitaucher brüten in großer Zahl an der Steilküste. Auf der Nordseite der Landzunge gibt es das von der Royal Society for the Protection of Birds betreute Vogelschutzgebiet Bempton Cliffs mit einem Besucherzentrum. Das Schießen von Seevögeln am Flamborough Head wurde von Professor Alfred Newton 1868 in seiner Ansprache an die British Association for the Advancement of Science verurteilt. Der örtliche Unterhausabgeordnete Christopher Sykes brachte den Sea Birds Preservation Act 1869 ein, das erste Gesetz zum Schutz wilder Vögel im Vereinigten Königreich.
Weil er sich in die See hinein erstreckt, zieht Flamborough Head im Herbst viele Zugvögel an und ist ein wichtiger Ort, um durchziehende Seevögel zu beobachten. Bei Ostwind halten viele Vogelbeobachter von unterhalb des Leuchtturms Ausschau. Später im Herbst durchkämmen sie die Hecken und Täler nach durchziehenden Landvögeln. Auf Flamborough Head gibt es eine Vogelwarte.

## Danes Dyke

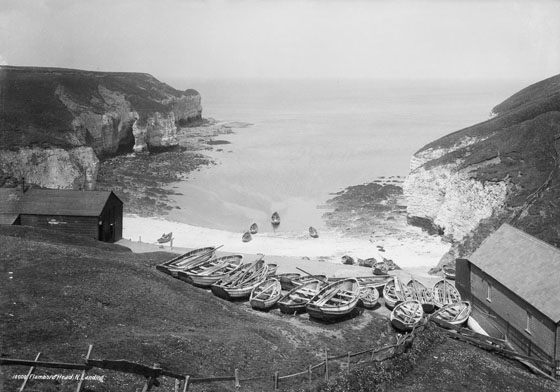
Der Naturhafen im Norden, ca. 1880. Photo: National Maritime Museum, ID: G2381

Danes Dyke ist ein etwa 3,2 km langer Graben, der von Nord nach Süd verläuft und die äußersten 13 km2 der Landzunge abtrennt. Durch den Graben und die Steilküste ist das eingeschlossene Gebiet mit seinen zwei Naturhäfen im Norden und Süden leicht zu verteidigen. Anders als der Name vermuten lässt, ist der Graben prähistorisch. Als er von Augustus Pitt Rivers 1879 ausgegraben wurde, fand man Pfeilspitzen aus der Bronzezeit. Danes Dyke ist ein Naturschutzgebiet.